# Tequixquiac
Tequixquiac – gmina leżąca w stanie Meksyk w Meksyku, na północ od miasta Meksyk, powstała w 1820 roku. Siedzibą władz gminy jest Santiago Tequixquiac. Graniczy z gminami stanu Meksyk: Apaxco (na północy), Hueypoxtla (na wschodzie), Zumpango (na południu), Huehuetoca oraz na zachodzie z Atotonilco de Tula gminą stanu Hidalgo.

## Pochodzenie nazwy
Nazwa pochodzi z języka nahuatl i oznacza w dosłownym tłumaczeniu "Saletrzana woda" (Tequexquitl=saletra, atl=woda).